# Combinaison de course

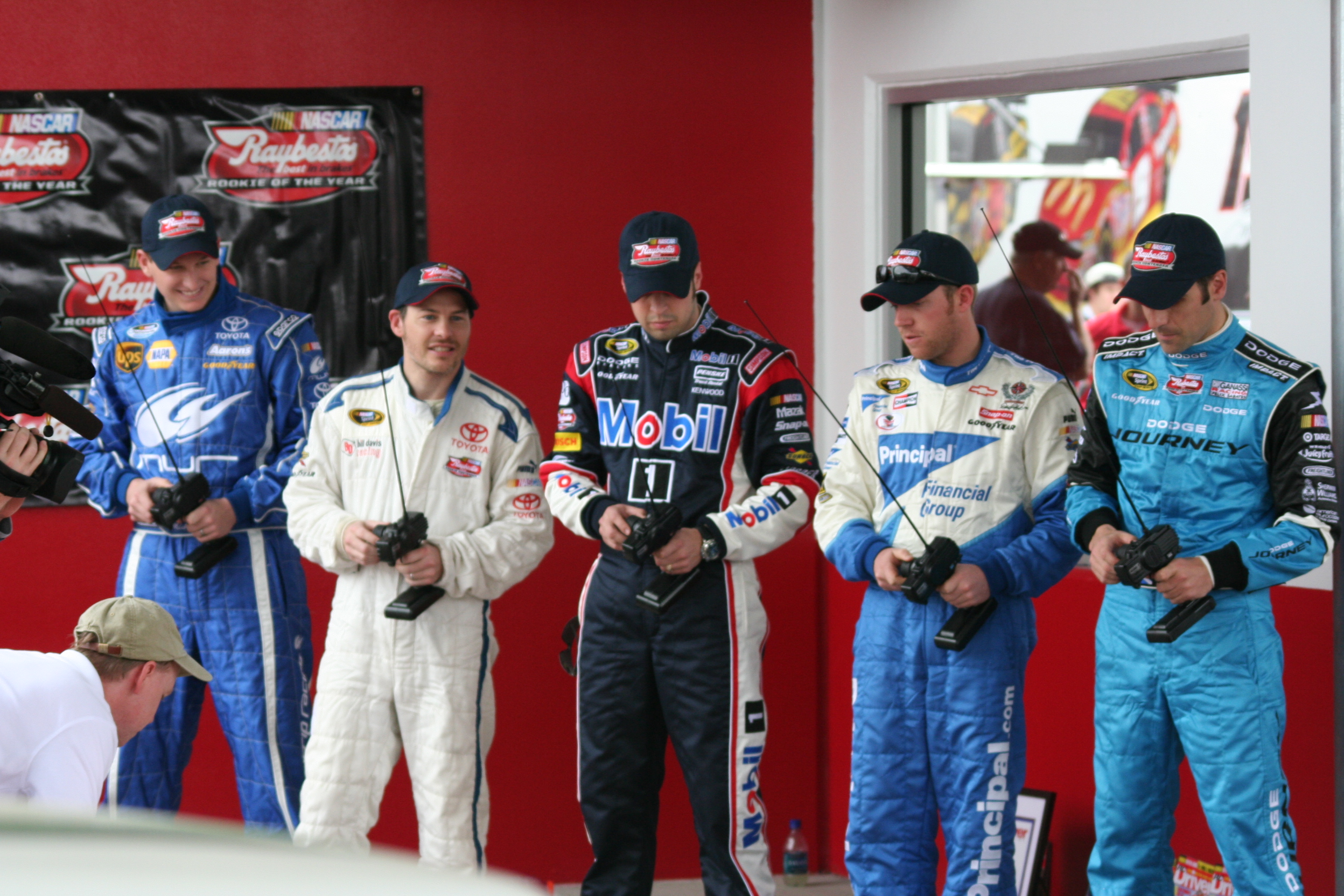
De gauche à droite : Michael McDowell, Jacques Villeneuve, Sam Hornish Jr., Regan Smith et Dario Franchitti vêtus de combinaisons de course à Daytona lors de l'épreuve des Speedweeks 2008 en NASCAR.

Une combinaison de course est un vêtement porté dans divers types de courses automobiles par les pilotes de course, les membres d'équipes qui travaillent sur les voitures pendant les courses, les agents de sécurité au bord des pistes ou les commissaires de course, et, dans certaines catégories, les journalistes et consultants qui commentent les événements.
Au début du sport automobile, la plupart des catégories de courses n'avaient pas de tenues obligatoires. À partir des années 1950 et 1960, des combinaisons de course spécialisées ont été conçues pour réguler les transferts de chaleur vers le corps du pilote, et plus tard pour protéger les pilotes du feu. 
En 1967, la majorité des concurrents en Formule 1,  en NASCAR, en NHRA (National Hot Rod Association), en USAC (United States Auto Club) et en Champ Car (le prédécesseur de l'IndyCar moderne) ont commencé à porter des combinaisons anti-incendie spécialisées,,,,,. La plupart des combinaisons modernes utilisent du Nomex, un matériau développé dans les années 1960 à l'époque où les combinaisons anti-feu sont apparues,. Les combinaisons permettent aussi d'afficher en évidence les sponsors des pilotes.

## Conception et utilisation

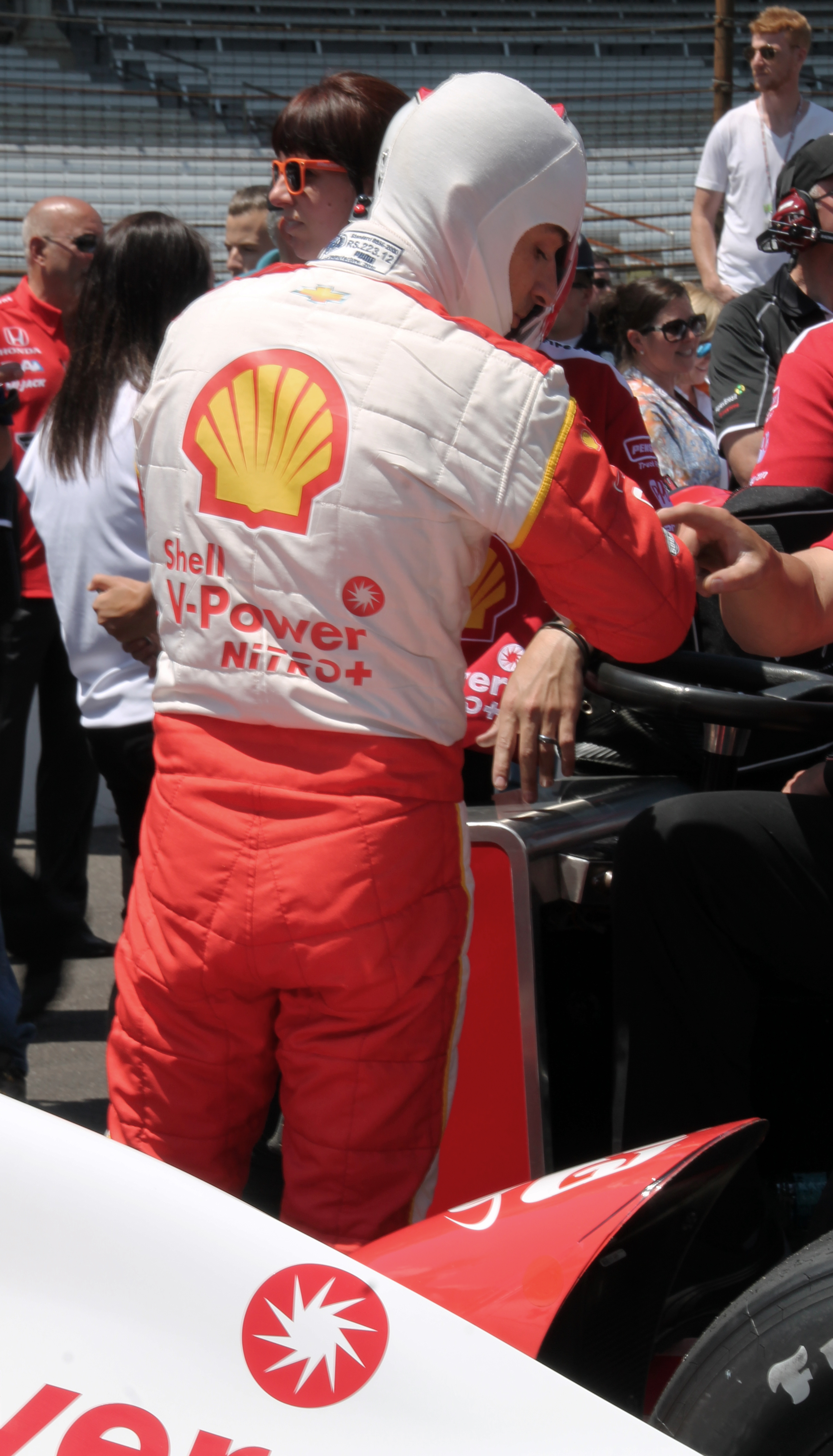
Le pilote brésilien d'IndyCar Helio Castroneves portant une combinaison ignifugée en Nomex aux couleurs de Shell et une cagoule.

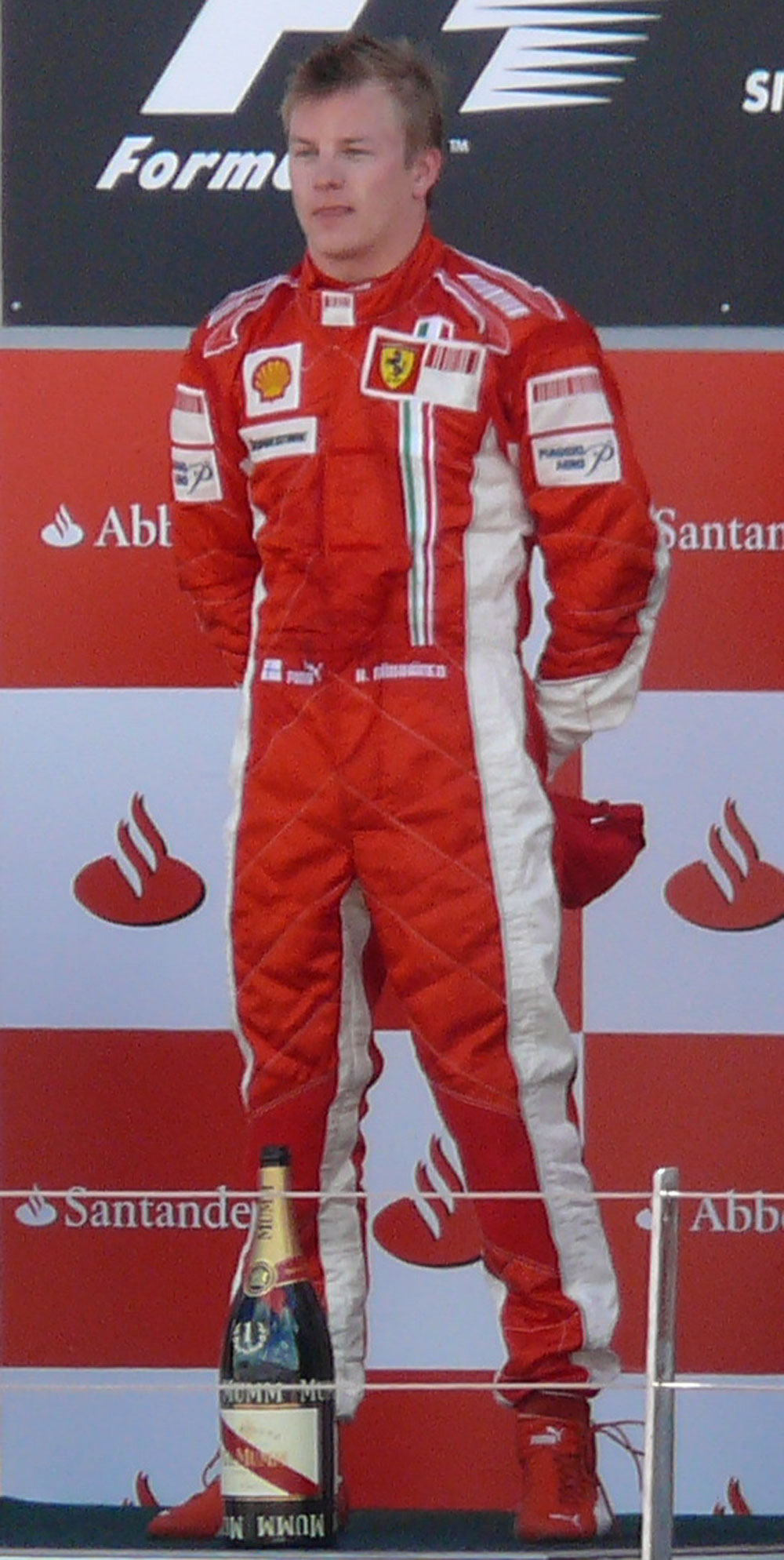
Kimi Räikkönen vétu d'une combinaison ignifugée Puma, sur le podium du Grand Prix de Grande-Bretagne 2007.

Une combinaison de course est conçue pour couvrir tout le corps d'un pilote, d'un membre d'équipe ou d'un commissaire, à l'exception de la tête, des mains et des pieds. Une combinaison de pilote typique est un vêtement d'une seule pièce, d'apparence similaire à une combinaison de travail. D'autres combinaisons anti-incendie sont de type deux pièces, composées d'une « veste » et d'un pantalon. Les combinaisons se composent d'une ou plusieurs couches de matériau ignifugé,,,. Les combinaisons ont également des épaulettes ou des empiècements spéciaux sur la zone des épaules qui peuvent servir de « poignées » afin de soulever hors d'une voiture un pilote attaché à son siège baquet. Ceci est mandaté par les normes de sécurité de la Fédération Internationale de l'Automobile (FIA),.
Lorsque le matériau Nomex est exposé à une flamme, au lieu de brûler ou de fondre, il se carbonise. Cette carbonisation épaissit la section de fibre exposée à la flamme, empêchant la propagation du feu au reste de la combinaison et inhibant le transfert de chaleur au porteur du vêtement,,. Le CarbonX est un tissu différent pour les combinaisons anti-incendie, en polyacrylonitrile oxydé (un précurseur de la fibre de carbone). Il est créé en chauffant le matériau jusqu'à ce qu'il s'oxyde et se carbonise, le produit fini pouvant résister deux minutes au feu. Il est fréquemment utilisé pour les sous-vêtements et les gants des pilotes de course,,. L'utilisation de plusieurs couches de matériau et le matelassage du tissu créent des poches d'air qui isolent davantage le porteur de la chaleur,,.
Les combinaisons ne sont pas ignifugées de manière permanente, mais plutôt ignifugées pendant un certain temps, permettant à un individu d'échapper à un incident ou d'être secouru avec un minimum de brûlures. Bill Simpson (en), un innovateur dans le domaine de la sécurité des courses, a estimé en 1993 qu'une personne dispose de « 20 à 30 secondes » avant qu'une combinaison anti-incendie ne commence à brûler. Le niveau minimum de protection obligatoire pour les combinaisons dans les différentes séries de courses varie, tout comme la norme minimale pour les pilotes, les membres d'équipage et les officiels. Dans la série de courses de dragsters NHRA, par exemple, les combinaisons sont conçues pour durer 30 à 40 secondes avant que le porteur ne subisse des brûlures au deuxième degré. Il s'agit d'une référence plus élevée que celle de la plupart des autres séries, en raison du risque élevé d'incendie causé par les voitures carburant au nitrométhane et à l'alcool,,,. La SFI Foundation Inc., anciennement membre de la SEMA, dicte les normes de protection contre l'incendie des combinaisons pour de nombreux organismes de sanction, en particulier aux États-Unis, notamment en NASCAR, IndyCar, en NHRA, en Sports Car Club of America (SCCA) et en United States Auto Club (USAC). La FIA détermine les normes pour la plupart de ses séries telles que la Formule 1 et le Championnat du monde d'endurance, à l'exclusion des normes de sa compétition de courses de dragsters qui sont déterminées par la SFI,,,,. Les normes SFI et FIA sont utilisées par d'autres organisations en dehors de leur juridiction, telles que la Confédération australienne du sport automobile (CAMS),.
La SFI et la FIA utilisent le test de performance de protection thermique (TPP, Thermal Protective Performance) pour mesurer l'efficacité des vêtements ignifugés. Ce test, créé par DuPont dans les années 1970, mesure le temps en secondes avant que le porteur d'un vêtement ne subisse des brûlures au deuxième degré. Par exemple, un vêtement qui dure trois secondes avant que des brûlures au deuxième degré ne se produisent reçoit une valeur TPP de 6. Selon les normes SFI, il recevrait une note de 3,2A/1, la note SFI la plus basse possible,,,,,.

### Combinaisons non ignifugées
Les combinaisons de plusieurs autres classes de course ont une apparence similaire aux combinaisons ignifugées, mais ne sont pas conçues pour résister au feu. Les combinaisons utilisées pour les courses de karting ne sont généralement pas ignifugées mais sont plutôt conçues pour résister à l'abrasion en utilisant du cuir, du nylon ou du cordura,. Les combinaisons utilisées pour les courses de motos, appelées cuirs de moto, sont également conçues pour résister à l'abrasion. Elles sont constituées de cuir ou d'un matériau de résistance similaire, les tissus de nylon et de spandex étant interdits. Les sous-vêtements résistants au feu sont facultatifs pour assurer la protection contre l'incendie. La Commission Internationale de Karting (CIK) et la Fédération internationale de l'automobile (FIA) réglementent les spécifications des combinaisons de karting,. La Fédération Internationale de Motocyclisme (FIM) réglemente les combinaisons pour de nombreuses séries de courses telles que le MotoGP et le Championnat AMA de supercross.

### Sponsors
Depuis les années 1980,, les combinaisons de course sont personnalisées pour mettre en évidence les sponsors des pilotes et des équipes, conduisant à des livrées similaires à celles des voitures de course,,. Pour les combinaisons ignifugées, le matériau utilisé pour fabriquer les patchs du sponsor doit également être ignifugé, ce qui ajoute un poids supplémentaire à la combinaison,. Cependant, de nombreuses combinaisons modernes utilisent désormais des logos imprimés afin de réduire le poids.

## Histoire
Avant l'avènement des combinaisons de course ignifugées, il n'y avait pas de tenues de conduite obligatoires dans la plupart des séries de courses,,,. Dans la compétition NASCAR par exemple, de nombreux pilotes et membres d'équipage portaient des jeans et d'autres vêtements de ville typiques,,,. La société américaine Hinchman fabriquait des combinaisons de course spécialisées depuis le milieu des années 1920, portées par les pilotes Babe Stapp (en) et Pete DePaolo,. Dans les années 1950, Tim Flock, pilote du NASCAR Grand National (NASCAR Cup Series), a commencé à porter une combinaison de course spécialisée qui est devenue populaire dans les années 1960. À cette époque, les combinaisons étaient conçues avec une doublure intérieure destinée à maintenir une température acceptable pour le pilote,. Peu de temps après, dans plusieurs séries, des combinaisons de course ou même tout vêtement de pilote utilisé en compétition ont été trempés dans des solutions chimiques pour les rendre ignifugés suffisamment longtemps pour qu'un pilote puisse échapper à un incident. En NASCAR, une solution de bicarbonate de soude était généralement utilisée, tandis que la SCCA exigeait que les combinaisons de course soient traitées à l'acide borique ou au borax,,,,,. Boraxo (en), une marque de savon en poudre composée en grande partie de borax, était souvent utilisée comme traitement,.
Le catalyseur pour développer des combinaisons de course capables de résister efficacement au feu est venu à la fin des années 1950 et 1960, lorsque plusieurs accidents violents se sont produits en sport automobile. En 1959, Jerry Unser est mort des suites de brûlures subies lors d'un accident au cours d'un entraînement pour l'Indianapolis 500,. En 1963, Chuck Branham, pilote de Top Fuel (en) de la NHRA et directeur technique de la division 7, est également mort des suites de brûlures dans un accident,. Lors de l'épreuve de NASCAR World 600 (aujourd'hui Coca-Cola 600) en 1964, Fireball Roberts a été impliqué dans un accident au septième tour alors qu'il évitait deux autres voitures, mourant cinq semaines plus tard. Roberts avait des réactions asthmatiques au traitement vestimentaire utilisé par la NASCAR et avait reçu un avis mitigé quant à son utilisation,,,,. Une semaine plus tard, lors des 500 miles d'Indianapolis 1964, les pilotes Dave MacDonald (en) et Eddie Sachs sont tués dans un accident impliquant sept voitures au deuxième tour de la course,,.
À la suite de cette série d'accidents dramatiques, Jim Deist et Bill Simpson (en), qui ont développé certains des premiers parachutes de freinage, ont sorti les premières combinaisons de course conçues pour être ignifugées. Les deux combinaisons ont été « aluminisées » afin d'être résistantes aux flammes. La combinaison de Simpson consistait en un vêtement en coton modifié,,,. En 1959, après la mort d'Unser, tous les concurrents de l'Indy 500 devaient porter des vêtements ignifugés,,. En 1963, la FIA a assumé la responsabilité de la sécurité des pilotes dans ses séries et a imposé des combinaisons ignifugées aux pilotes de Formule 1. En 1964, la NHRA a imposé des combinaisons ignifugées à ses concurrents. À l'automne de cette année-là, après l'accident de Roberts, presque tous les concurrents de NASCAR ont commencé à porter des combinaisons ignifugées, bien qu'alors aucune règle officielle n'était encore en place.
En 1966, Simpson rencontre l'astronaute de la NASA Pete Conrad qui lui présente le matériau Nomex utilisé dans les combinaisons spatiales du programme Apollo. À la même époque, DuPont approche la société Hinchman pour produire des combinaisons de course en Nomex,. Aux 500 miles d'Indianapolis cette année-là, le pilote Mel Kenyon (en) porte une combinaison ignifugée en Nomex produite par Hinchman. Quelques mois plus tard, plusieurs autres pilotes commencent à tester des combinaisons en Nomex expérimentales pour Simpson, notamment les pilotes de F1 Walt Hansgen et Masten Gregory, le pilote de NASCAR Marvin Panch et le pilote SCCA Trans-Am Series Bob Tullius. En 1967, La société de Bill Simpson, Simpson Performance Products, lance la première combinaison de course commerciale en Nomex, appelée Heat Shield Firesuit. Ces combinaisons sont portées par 30 des 33 concurrents des 500 miles d'Indianapolis 1967,.

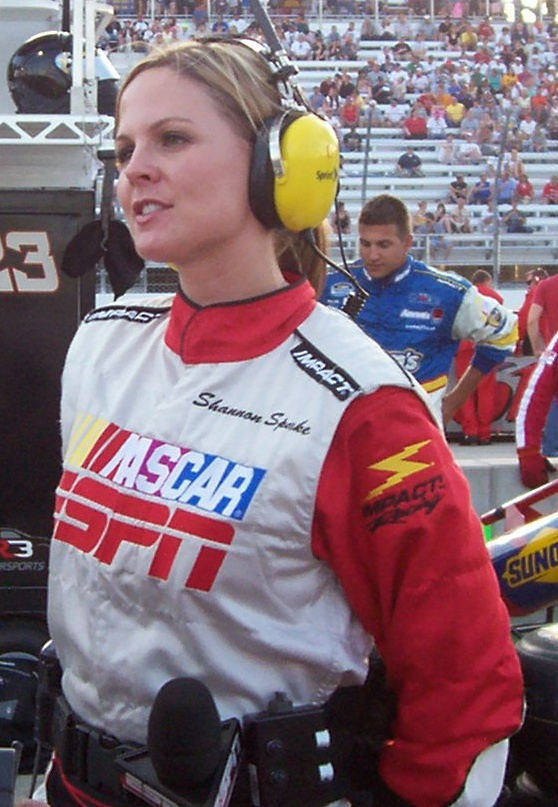
La journaliste d'ESPN portant une combinaison ignifugée en 2009.

En 1970, la NHRA et la SEMA commencent à développer des spécifications pour les combinaisons ignifugées en utilisant la norme de performance de protection thermique (TPP, Thermal Protective Performance) développée par DuPont. Ces spécifications sont maintenant utilisées par la SFI. Au cours des années 1970, le fabricant de vêtements de course Stand 21 s'est associé au fabricant de freins Ferodo et à un fabricant français de combinaisons de pompiers (en) pour créer des combinaisons de course en amiante monocouche. Ces combinaisons ne sont jamais devenues populaires, car les dangers de l'exposition à l'amiante sont devenus plus connus. L'acteur Steve McQueen aurait porté des combinaisons en amiante lors de cascades pour des films, ce qui aurait pu contribuer à sa contraction du mésothéliome,,,. En 1975, la FIA introduit sa norme actuelle pour les combinaisons ignifugées,,. À cette époque, DuPont créé un nouveau mélange Nomex utilisant du Kevlar pour éviter les déchirures et augmenter la longévité des combinaisons. En 1979, plusieurs pilotes de Formule 1, dont Niki Lauda, Mario Andretti et Carlos Reutemann, commencent à courir vêtus de combinaisons volumineuse à cinq couches construites selon les spécifications de la NASA,,.
Au milieu des années 1980, les fabricants commencent à concevoir des combinaisons ignifugées pour mettre en avant les sponsors des différentes équipes,. En 1986, la FIA introduit de nouvelles spécifications pour les combinaisons ignifugées, connues sous le nom de certification “FIA 1986”.[30] Lors de l' événement Motorcraft Quality Parts 500 NASCAR de 1989, le diffuseur ESPN/ABC, le Dr Jerry Punch (en) est en train de réaliser un reportage depuis le stand de Richard Petty lorsqu'un incendie se déclare, blessant deux membres de l'équipe que Punch a aussitôt soignés sur place. À la suite de cet incident au cours duquel plusieurs vêtements de Punch ont brûlé ou fondu, ESPN a exigé que ses journalistes travaillant dans l'allée des stands portent des combinaisons ignifugées. Depuis, d'autres chaînes ont également adopté la pratique,.
En 1994, la FIA mandate des combinaisons ignifugées pour les membres des équipes dans les stands de Formule 1, coïncidant avec le retour des ravitaillements en carburant lors des arrêts au stand, qui sont alors de nouveau autorisés (jusqu'en 2009). À cette époque, les équipes en IndyCar doivent également porter des combinaisons ignifugées. En 2002, la NASCAR mandate officiellement des combinaisons ignifugées pour les pilotes et les membres d'équipes assurant l'entretien de la voiture lors des arrêts aux stands. Ces mesures sont une réponse à des incidents non liés à un incendie qui sont survenus la saison précédente, notamment la mort de Dale Earnhardt au début de 2001 et une collision dans les stands qui a eu lieu lors des Pennzoil Freedom 400 (en) en fin d'année. La NASCAR est l'un des derniers grands organismes à imposer des combinaisons ignifugées aux membres d'équipes,,,.

## Au cinéma
Dans le film Charlie et ses drôles de dames sorti en 2000, les membres de l'équipe du Red Star  portent des combinaisons ignifugées noires Momo Corse Torino. Ces combinaisons ont été conçues par Joseph G. Aulisi (en).

## Liste des fabricants de combinaisons de course
| - Adidas - Alpinestars - Impact! Racing (en) - Dainese - Oakley, Inc. - OMP Racing (en) - Puma SE - Sabelt - Simpson Performance Products - Sparco - Stand21 |